# Irene Montrucchio
Irene Montrucchio (Barcelona, 7 de outubro de 1991) é uma nadadora sincronizada espanhola, medalhista olímpica. 

## Carreira
Irene Montrucchio representou seu país nos Jogos Olímpicos de 2012, ganhando a medalha de bronze por equipes em Londres. 
Atualmente se retirou da seleção espanhola, e treina e estuda nos Estados Unidos.